# Тамара (Библија)
Тамара је библијска личност описана у Старом завету, у Првој књизи Мојсијевој, поглавље 38. Њен син је Фарес, предак јудејског краља Давида, самим тим и Исуса Христа. Сцене њеног живота послужиле су као инспирација многим сликарима, међу њима су Рембрант, Фердинанд Бол, Јакопо Тинторето и Арт де Гелдер.

## Прича о Тамари
Тамара је била девојка коју је оженио Ер, Јудин син првенац. Остала је удовица након што је Ера убио Господ јер беше неваљао. Како Тамара није имала деце, по тадашњем обичају удала се за Онана, брата њеног преминулог мужа, тако да може да роди наследника који би се сматрао првенцем најстаријег сина. Онан међутим није желео да се његов син сматра Еровим наследником па је при општењу са Тамаром своје семе просипао на земљу, те га је Бог због тога казнио смрћу. Тамару је након тога Јуда вратио у кућу њеног оца и поручио јој да тамо остане док не одрасте његов најмлађи син, Шалех, за којег ће је касније удати.
Након неког времена Јуди је умрла жена, Савина кћи.
Тамара је приметила да је Шалех већ одавно одрастао, а да је ипак нису удали за њега. Када је чула да се Јуда, њен свекар, враћа из Тамне, скинула је своју удовачку одећу, покрила лице и отишла на раскрсницу којом је њен свекар требало да прође. Када је наишао Јуда, није препознао Тамару јер је покрила лице, помислио је да је проститутка. Рекао јој је да ће јој послати јаре за њене услуге када дође кући, али Тамара је тражила залог док јој не пошаље па је узела Јудин прстен, штап и мараму.
Тамара је након овога затруднела са Јудом.
Када је Јуда послао јаре Тамара више није била тамо. Пошто је прошло око три месеца, Јуди су јавили да је његова снаха Тамара учинила прељубу и остала трудна. Као казну за то Јуда је наредио да је спале. Када су дошли да је поведу, Тамара је послала Јуди његов штап, прстен и мараму, уз речи да је затруднела са човеком који јој је то оставио.
Чувши то, Јуда изговара да је Тамара праведнија од њега те остаје жива.